# Folkomröstningen i Kenya 2005
Folkomröstningen i Kenya 2005 var en folkomröstning den 21 november 2005 om huruvida Kenya skulle få en ny grundlag eller inte. Nejsidan vann, vilket resulterade i att regeringspartiet splittrades och regeringen fick ombildas.
Den nya, föreslagna grundlagen hade stöd av president Mwai Kibaki, men flera andra ledande personer inom regeringspartiet Nationella regnbågskoalitionen stödde nejsidan. Det främsta argumentet mot grundlagen var att den skulle ge presidenten alltför mycket makt.
Utöver presidentmakten innebar förslaget till ny grundlag bland annat landreformer, som var avsedda att lösa en del av de många landkonflikterna som lever kvar efter kolonialtiden under Brittiska Östafrika. Grundlagsförslaget begränsade bland annat hur mycket land icke-kenyaner kunde äga. Det var också avsett att skydda kvinnors rätt att ärva land.
Under kampanjen symboliserades nejsidan av en apelsin och jasidan av en banan. Symbolerna var ett sätt för kampanjerna att nå ut bland icke läskunniga delar av befolkningen. Apelsinsymbolen levde vidare i det nya partiet Orange Democratic Movement, ODM, som bildades efter folkomröstningen. President Kibaki upplöste då sin regering och sparkade ut många av de ministrar som arbetat för nejsidan.
ODM var ett av de stora partierna i nästa val, president- och parlamentsvalet 2007, tillsammans med det likaledes nybildade koalitionspartiet Partiet för nationell enighet (PNU).

## Resultat
Fråga: Är du för eller emot att anta den nya föreslagna konstitutionen?
| Val    | Antal röster | %       |
| Ja     | 2 578 831    | 41,88 % |
| Nej    | 3 579 241    | 58,12 % |
| Totalt | 6 158 072    | 100 %   |

### Resultat efter provins
| Central                               | 1,023,219 | 93,2% | 74,394    | 6,8%  | 1,795,277  | 1,097,613 | 61,1% |
| Coast                                 | 64,432    | 19,3% | 269,655   | 80,7% | 967,518    | 334,087   | 34,5% |
| Eastern                               | 485,282   | 49,5% | 494,624   | 50,5% | 1,977,480  | 979,906   | 49,6% |
| Nairobi                               | 161,344   | 43,2% | 212,070   | 56,8% | 961,295    | 373,414   | 38,8% |
| North Eastern                         | 12,401    | 24,1% | 39,028    | 75,9% | 237,321    | 51,429    | 21,7% |
| Nyanza                                | 114,077   | 12,2% | 822,188   | 87,8% | 1,664,401  | 936,265   | 56,3% |
| Rift Valley                           | 395,943   | 24,5% | 1,218,805 | 75,5% | 2,668,981  | 1,614,748 | 60,5% |
| Western                               | 240,582   | 40,2% | 358,343   | 59,8% | 1,322,604  | 598,925   | 45,3% |
| Total                                 | 2,532,918 | 41,7% | 3,548,477 | 58,3% | 11,594,877 | 6,081,395 | 52,4% |
| Source: Electoral Commission of Kenya |           |       |           |       |            |           |       |